# Make Your Own History
Rising Sun è il quarto album in studio del gruppo musicale statunitense Stray from the Path, pubblicato il 26 ottobre 2009 dalla Sumerian Records.

## Tracce
1. Lucid Dreaming – 2:12
2. Manipulator – 2:36
3. Negative and Violent – 2:56
4. Mitra – 2:39
5. Damien – 3:19
6. Fraudulent – 2:46
7. The Things You Own End Up Owning You – 2:11
8. Comrades – 3:17
9. Black Anchor" - 2:19
10. Nigeria (feat. Jonathan Vigil) – 1:57
11. Make Your Own History – 2:41

## Formazione
Stray from the Path
- Andrew Dijorio – voce
- Thomas Williams – chitarra
- Ryan Thompson – basso
- Dan Bourke – batteria, percussioni, chitarra

Altri musicisti
- Jonathan Vigil – voce in Nigeria